# Kühgundkopf
Le Kühgundkopf (en Allemagne) ou Wannenjoch (en Autriche) est une montagne culminant à 1 907 ou 1 908 m d'altitude dans les Alpes d'Allgäu, à la frontière entre l'Allemagne et l'Autriche. Le Kühgundspitze (1 852 m) est un sommet rocheux avec une croix à la crête au nord-est de la montagne donnant sur la vallée de Tannheim (de).

## Géographie

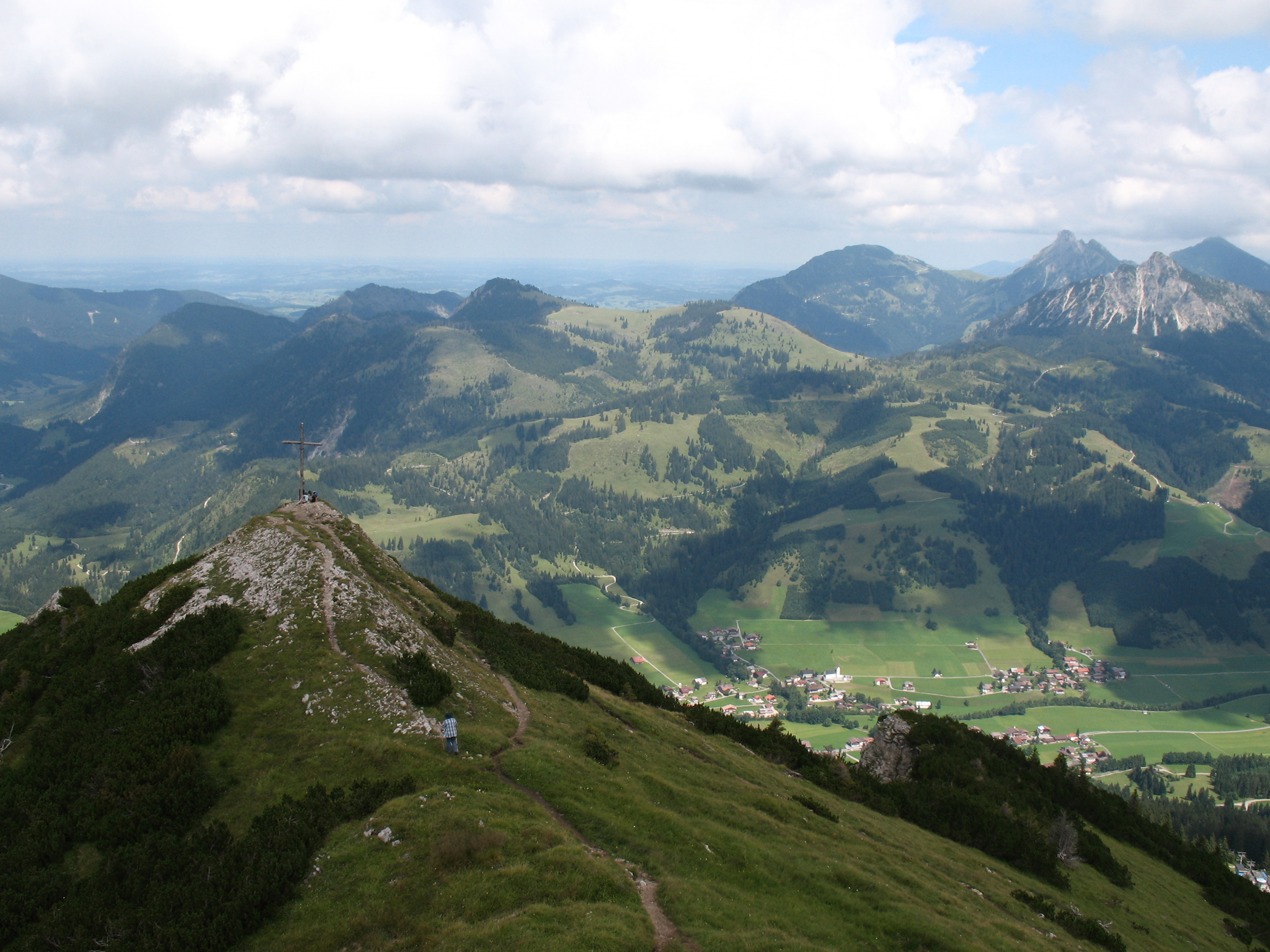
Le Kühgundspitze

Dominant le village d'Oberjoch, il forme avec l'Iseler l'extrêmité nord du Rauhhornzug. Des télésièges à Oberjoch et à Schattwald amènent près de son sommet. La proéminence du Kühgundkopf est d'au moins 287 m, son isolation topographique est d'au moins 1,6 km par rapport au Bschießer.

## Géologie
Le Kühgundkopf est l'un des principaux sommets de la formation principale de dolomie sur une base de marne datant du Lias et des couches de Kössen (c'est-à-dire des couches de marne de différents sédiments et des couches de calcaires sombres et denses).

## Ascensions
- D'Oberjoch à Wiedhagalpe (derrière) : environ 2 heures 30 minutes
- De Hinterstein à Zipfelsalpe : environ 3 heures
- De Schattwald par la vallée du Stuiben (de) : environ 2 heures 30 minutes
- De la station du Iselerbahn, sur l'Iseler, par son arête : environ 1 heure 30 minutes